# Bobby Rosengarden
Robert Marshall (Bobby) Rosengarden (Elgin, Illinois, 23 de Abril de 1924 — Sarasota, Flórida, 27 de Fevereiro de 2007) foi um baterista, percussionista e líder de banda jazz norte-americano. Foi um sólido e versátil contribuinte em incontáveis sessões de gravação em vinil. Tocou em orquestras de "Redes de Televisão" e bandas de talk-shows.
Rosengarden começou a tocar bateria quando tinha 12 anos, e mais tarde estudou na University of Michigan. Depois de tocar bateria em bandas do exército durante a Segunda Guerra Mundial, mudou-se para Nova York, trabalhando em vários grupos entre 1945 e  1948 antes de se tornar num ocupado músico de estúdio. Tocou na NBC-TV (1949-1968) e na  ABC (1969-1974) nos programas "The Steve Allen Show", "The Ernie Kovacs Show", "Sing Along With Mitch", "Tonight Show Band" de Johnny Carson, e dirigiu a banda para o "The Dick Cavett Show".
Ao longo dos anos, Rosengarden tornou-se um ocupado músico de estúdio, gravando com Duke Ellington, Billie Holliday, Skitch Henderson, Quincy Jones, Gil Evans/Miles Davis, Gerry Mulligan, Benny Goodman, Dick Hyman, Arlo Guthrie, Carmen McRae, Ben E. King, Harry Belafonte, Barbra Streisand, Jimi Hendrix e Tony Bennett, entre outros significantes artistas.
Nos últimos anos, Rosengarden foi ouvido na maior parte das vezes como baterista com uma variedade de all-star, grupos com orientação para o estilo swing.
Rosengarden morreu aos 82 anos de idade devido a uma insuficiência renal, em Sarasota, Flórida.